# London City Royals
Die London City Royals waren eine Basketballmannschaft aus der britischen Hauptstadt London.

## Geschichte
Die Mannschaft wurde im Frühsommer 2018 vom Unternehmen ABC Basketball Limited gegründet. ABC Basketball Limited war zuvor im Mai 2018 von Jon Sawyer, Robert Hayden und Nhamo Martin Shire ins Leben gerufen worden. Die Mannschaft sah sich in der Tradition der London Towers und von Crystal Palace, die ebenfalls ihre Heimstätte im Crystal Palace Centre im Süden Londons hatten.
Zur Saison 2018/19 erhielten die City Royals einen Startplatz in der British Basketball League, als erster Cheftrainer der Vereinsgeschichte wurde im Juli 2018 der ehemalige englische Nationalspieler Jay Williams eingestellt. In ihrem ersten Jahr gewann die Mannschaft den Wettbewerb BBL Trophy. Im September 2018 kam Tony Garbelotto als Berater zum Stab hinzu. Als Trainer für die Saison 2019/20 wurde Lloyd Gardner verpflichtet. Am 24. Januar 2020 wurde die Mannschaft aus finanziellen Gründen während der laufenden Saison aus dem Spielbetrieb zurückgezogen.